# William Robert Brooks
William Robert Brooks (Maidstone, Reino Unido, 11 de junio de 1844-Geneva, Nueva York, Estados Unidos, 3 de mayo de 1921) fue un astrónomo estadounidense de origen británico. Se distinguió por el descubrimiento de numerosos cometas, el segundo en número de cometas descubiertos detrás de Jean-Louis Pons[actualizar]. De los cuales, 21 de esos cometas y el asteroide (2773) Brooks llevan su nombre. 

## Biografía
William Robert Books nació en Maidstone, Reino Unido, pero a los 13 años de edad emigró junto con su familia a los Estados Unidos estableciéndose en Marion, Nueva York. En 1858 observó su primer cometa, el Cometa Donati, con un catalejo de fabricación propia. Trabajó en una empresa siderúrgica que le proporcionó las habilidades que luego puso en práctica en la construcción de sus propios telescopios. 
Tras casarse, se instaló en Phelps donde trabajó como fotógrafo. En dicha localidad construyó su primer observatorio, al que llamó Red House Observatory, apenas una plataforma donde colocaba sus telescopios de fabricación propia. Desde él descubrió su primer cometa en 1881, el luego denominado 72P/Denning–Fujikawa, en 1883 el segundo (C/1883 D1) y en 1886 tres más. También avistó en 1883 el regreso del cometa que había descubierto Pons en 1812, certificando su naturaleza periódica. En total descubrió 11 cometas en Phelps.
En 1888 fue invitado a Geneva (Nueva York), para hacerse cargo como director de un observatorio construido por William Smith, el Observatorio Smith que contaba con un refractor de 10,5 pulgadas de diámetro, que dio servicio al Hobart College y al Smith College, instituciones privadas de enseñanza superior para hombres y mujeres separadamente en aquel tiempo y hoy reunidas en una sola con ambos nombres, y en los que sirvió también como profesor de astronomía. En Geneva descubrió otros 16 cometas entre 1888 y 1905. En 1911 hizo el descubrimiento del cometa más notable de los descubiertos por él, el ahora llamado cometa C/1911 O1 (Brooks), que llegó a alcanzar una magnitud 2. 
Falleció en Geneva el 3 de mayo de 1921.